# 史帝芬宇宙
《史帝芬宇宙》是一部美國美國科學奇幻音樂動畫劇集，本劇集由卡通頻道工作室出品，由曾參與探險活寶製作的芮贝卡·舒格擔任製作人，她同時也是《探險活寶》的前分鏡師、作白及作曲，是該工作室首個由女性原創的電視動畫節目。
該劇集講述發生在德玛瓦半岛的虛構小鎮「沙灘鎮（Beach City）」的一名小男孩：史帝芬宇宙（查克·卡利森配音）的成長故事，作為寶石人及人類的混血兒，史帝芬將與「水晶寶石人」的成員石榴石（艾絲黛兒配音）、紫水晶（米凱拉·迪耶茲配音）和珍珠（（德迪·馬尼諾配音）一起冒險，以保護世界免受邪惡威脅的傷害。該劇集所聚焦的主軸還包括愛情、親情和人際關係的重要性。也因其科幻的背景構成、音樂、配音、人物塑造、LGBTQ主題的突出而廣受好評。該系列於2019年獲得GLAAD媒體獎的傑出兒童和家庭節目媒體獎。《史帝芬宇宙》還在2019年獲得了皮博迪兒童和青少年節目獎，以及五項艾美獎和五項安妮獎的提名。

## 故事簡介
地球受到四位擁有魔法的「水晶寶石人」（The Crystal Gems）的保護排除邪惡威脅。四位主角是石榴石（Garnet，臺譯“大紅寶”）、紫水晶（Amethyst，臺譯“超紫晶”）、珍珠（Pearl）及史帝芬·宇宙（Steven Universe，臺譯“小捲毛”），史蒂芬繼承了與人類結婚的母親玫瑰石英（Rose Quartz，臺譯“玫瑰石”）的寶石。故事便圍繞在史蒂芬探索自己寶石能力的期間，與其他寶石人相處的冒險日子。

## 發展

### 構想
精神角色史帝芬是取自芮貝卡的弟弟史帝芬·薛格，他現在是《探險時刻》的原創潘得頓·沃德所創線上系列《無懼勇士》的背景設計，同時也是《史蒂芬宇宙》的背景設計。成長過程中，芮貝卡會與史帝芬和其他朋友合作創作漫畫。在一則紐時報的訪談中提到創造這個角色的背景，表示她期望能由她弟弟成長於「你因得到全部關愛而生活很舒適，但你也想自力而非當一個小男孩」的觀點來創造這個角色。背景設在虛構的「沙灘鎮」（Beach City），也是取自德拉瓦州的里霍伯斯灘，貝瑟尼灘及杜威灘，都是芮貝卡孩提時期去過的地方。
本作原定涵蓋三個約50集的季度，後來卡通頻道基於製作和播放安排的考慮，將原有後兩個季度拆為四個約25集的季度；後為更完整呈現故事，其再於第五季追加集數。而在第五季度完成所有最初擬定的故事內容後，官方確認製作一部即時延續主線的電視電影，並於2019年9月推出。及後，製作團隊於電影播放後投入製作迷你影集《史蒂芬宇宙：未來篇》，闡述正傳兩年後的故事，並加入副標題「未來」作區別；中文標題翻譯作《神臍小捲毛 超未來》。影集內容將盡量涵蓋所有曾經登場的角色，為他們的經歷作更完善的補充。

### 製作
當芮貝卡的節目敲定製作後，她辭去了《探險時刻》故事板藝術家的角色，並專注於自己的系列，最初的前導片被提交給卡通頻道的高管後獲得肯定，他們告訴劇組該系列將於2013年播出，卡通頻道於2013年5月發布了前導片。由於前導片引發了熱烈討論與迴響，人們向芮貝卡和她的團隊表達希望能盡快在看到正劇的發展。
為因應劇集的製作，芮貝卡開始組建製作團隊。傑基·布斯卡里諾於2012年9月被聘為製片人，其任務是僱用人員並監督該節目的工作人員。製作期間，芮貝卡和她的團隊搬到了卡通頻道主工作室後面的一棟建築，與製作《飛天小女警CGI特別節目》的工作人員位於同一樓層。一些曾為該作品工作的藝術家，如調色師蒂凡尼·福特（Tiffany Ford）和藝術總監凱文·達特（Kevin Dart）、艾莉·蜜雪卡（Ellie Michalka）和茉莉·萊（Jasmin Lai），後來被邀請加入團隊。卡通頻道還向芮貝卡提供了推薦作家名單；當她在名單上看到班·萊文（Ben Levin）和麥特·柏奈特（Matt Burnett）後，與兩人結識多年她則立即要求他們加入團隊，自由藝術家丹尼·海因斯（Danny Hynes），前導演伊恩·瓊斯-誇蒂（Ian Jones-Quartey）從他自己的製作《Lakewood Plaza Turbo》中與芮貝卡結識，並成為了《史蒂芬宇宙》的主要角色設計師。史帝芬·薛格在完成前導片工作後被指定為背景設計師，並得到達特、蜜雪卡、萊、背景畫家阿曼達·溫斯頓（Amanda Winterston）和其他人的協助。
在藝術風格製作期間，誇泰、史帝芬·薛格等人為《史蒂芬宇宙》創作了與過去作品較為不同的藝術設計。誇泰想要使用一些新的元素以保留前導片之前的元素。他與後來擔任概念背景家的蜜雪卡合作，為「動作喜劇」系列創作概念藝術。大約在此階段，誇蒂在系列的標誌中增加了星星，因為他認為它們是一個多才多藝的符號。

## 播映歷史
前導片於2013年5月21日在卡通頻道的影片平台發映，但沒多久就被下映並重定向至404頁面。卡通頻道在2013年6月20日上傳導片的剪輯版本在他們的官網及臉書。導片也曾在聖地亞哥國際動漫展展出。

## 電影
史蒂芬在心靈之戰的兩年後
讓母星變了許多，在用通訊器宣布自己要過這永遠幸福快樂的日子後回到了家，這時史蒂芬一行人唱歌並講述了自己的故事，但在歌曲結束後一切改變了，出現了一個寶石人把保衛隊四人打的團團轉並用重製器重製了三人和史蒂芬的能力

## 道具
- 寶石干擾器：可以讓寶石人退回寶石型態的武器，但對人類只能造成微弱麻痺。
- 圓球型機器人：橄欖石的機器人，代替橄欖石從事地球的工作，具修復物體功能，由被打碎的寶石聚集而成。
- 哭泣之石：古代寶石人的溝通儀器，其發出的聲響非常巨大。
- 封印泡泡: 可以包住寶石及碎片，並能阻止寶石成型。
- 傳送座：可以傳送到其它地方。
- 傳送哨：可以向傳送座傳送輕微的音樂訊號。也可以傳送使用者
- 光能砲：玫瑰石英的大砲。
- 玫瑰石英的劍：由鉍彩晶所鍛造，能夠輕易地破壞寶石人的物理型態，卻無法粉碎寶石本身。於《Reunited》中被藍鑽粉碎。
- 擴充四肢：裝在橄欖石、翠榴石等寶石人身上，可以記錄日記、射出能量球。由於母星的資源日益缺乏，橄欖石Facet-2F5L Cut-5XG和其他部分的2代寶石人被賦予了這種裝置以補償其缺乏的標準寶石人力量。
- 鑽石通訊器：給鑽石互相通信的裝置。曾被橄欖石拿來做求救用。
- 漫遊眼：偵查兵的飛行太空船。黃鑽的紅寶石小隊就有一艘。
- 錐形機：母星上的寶石偵測飛行機械裝置，如果偵測到寶石存在就會予以雷射光摧毀。
- 鑽石的行轎：外觀類似於涼亭，有著屋頂和簾幕，能夠從底部延伸出蜘蛛似的腳以進行移動。藍鑽的行轎有漂浮的能力，且裝飾有圓形的孔洞，在《審判》被史蒂芬及拉爾斯偷開走並墜毀；粉鑽的行轎則裝飾有花朵狀的孔洞，其殘骸仍遺留在地球上。
- 鑽石的飛船：藍鑽和黃鑽的飛船為巨型的臂狀，分別為左臂及右臂造型，兩者皆在《Reunited》中被摧毀，之後在《Change Your Mind》中被鉍晶修復；粉鑽的飛船為下半身的形狀，有著修長的腿部構造；白鑽的飛船為巨大的上半身（不含雙手）及頭部的外觀，且頭部的雙眼能夠睜開。
- 陽光驅逐機：為祖母綠所管理的船艦中最快的一艘。駐紮在Klavius 7星球上，由七十七名精英黃水晶所看守。之後被拉爾斯及劣色品偷走。
- 寶石再生器:用於處理從母星叛逃的寶石人的鐮刀形武器，一旦碰觸到寶石人就會讓其變回寶石原型，但重生後會回歸到其最原初的寶石人狀態，並且失去其記憶，需要靠一些特定的回憶才能恢復。在電影中為尖晶石所用的武器。

## 地理
- 德瑪瓦半島：美國東海岸由德拉瓦州、馬里蘭州與維吉尼亞州構成的半島。沙灘鎮則位於此半島海岸上。
- 沙灘鎮/沙灘城(粵)：節目裡位於美國東海岸的小鎮，史蒂芬的家鄉。
- 幼晶園：很久以前被母星寶石人用來生長其他寶石人，目前已不再使用。是紫水晶Facet-5 Cut-8XM（寶衛隊的紫水晶）和其他石英部隊成員的誕生地。
- 史帝芬的家：史帝芬和水晶寶衛隊住的地方，在「重聚」因為鑽石來到而被摧毀，於電影中已重建完成，並成了更大、更多功能的新房子。
- 史帝芬家的浴室：橄欖石曾經躲水晶寶衛隊的地方，也是櫻桃石英被治癒的地方。
- 寶石神殿/天后宮（臺）：水晶寶衛隊的基地。
- 玫瑰石英的房間：玫瑰石英的房間，能變出史蒂芬想要的東西。鉍晶的寶石曾被封印在粉紅獅的鬃毛裡的島上
- 水晶之心：通往寶石聖殿裡危險的地方，如玫瑰石英的房間、泡泡房等。
- 泡泡房：存放被封印的寶石，由石榴石打開，但不確定是否為石榴石在寶石神殿中的真正房間。
- 珍珠的房間：放了珍珠的東西，房間主要以水為主。有很多把劍。
- 紫水晶的房間：裡面放了很多的東西和垃圾，其中一些水坑可以通到其他房間。珍珠的道具偶爾會被水流沖到這裡。
- 紅紋瑪瑙的房間：內部如同脫口秀現場。一旦珍珠和石榴石解除融合，此房間就會崩塌消失。
- 銀河傳送座：可以到其他星球（包含母星）。曾被圓球機器人修復，後來在《太空傳送之旅》被石榴石摧毀了。
- 葛瑞格的倉庫：曾存放著玫瑰石英的大炮和過去的東西。
- 放水流洗車廠：葛瑞格所開的一間洗車廠。
- 山上倉庫：水晶寶衛隊因為要製作破壞晶簇體的機器而曾暫居於此，現為橄欖石和青金石的居處。
- 大甜圈：沙灘鎮的一家糕餅/甜甜圈店，珊蒂曾經工作，現任員工為比爾·杜威。
- 沙灘鎮薯條：皮迪、羅納多一家經營的薯條店。
- 鱒魚披薩/必剩客披薩（臺）：柯菲一家經營的披薩店。
- 沙灘遊樂園/哈樂園（臺）：歡樂先生經營的遊樂園。
- 母星/家園星/故鄉星球(粵)：寶石人的星球，現由三位鑽石領袖帶領。
- 遼闊北境：史帝芬、珍珠和康妮曾到過此來尋找寶石怪。
- 貝塔幼晶園/次級幼晶園：當年大戰爆發後母星緊急打造來生產更多寶石人投入戰場的地方，相對於紫水晶出生的育兒園來說工程粗糙許多（根據橄欖石的說法，碧玉是在此誕生，其出生洞穴非常完美）。
- 人類動物園：粉鑽專門用來收藏人類的動物園，為藍鑽因應粉鑽想要停止殖民地球以挽救地球生命的請求而建立，但此舉並沒有達成粉鑽的要求。現在由藍鑽接管。裡面的泡泡室封印著許多玫瑰石英的寶石，但現在都已被釋放出來。
- 月球基地：粉鑽以前還在地球殖民的時候，所待的月球基地。
- 叢林月球：史蒂芬與康妮駕駛太空船墜毀的地方，類似地球叢林，並且還存在著奇特的本土生命。
- 粉鑽宮殿：粉鑽在母星上的處所，裡頭住著許多的小鵝卵石，並且可以根據要求來造出許多物體。
- 黃鑽的萃取室：黃鑽用來洗淨身體的地方，其用途相當於人類所稱的「三溫暖（Sauna）」。
- 藍鑽的浴池：藍鑽用來洗淨身體的地方。
- 鑽石王座廳：有著四位鑽石王座的大廳。
- 小小母星：寶石人們在沙灘鎮旁建造的新聚落，是劣色品和許多被治癒的腐化寶石人們的居住地。
- 粉鑽的花園：粉鑽還沒接手地球之前，跟尖晶石一同遊玩的所在地。現已荒廢，長滿雜草。
- 礁石中心：一個母星曾經常利用的地點，是用來製造、治療和修復珍珠的地方，由智能AI「貝殼（Shell）」來主導其運作。

## 電視集數
| 系列 集數 | 該季 集數 | 原文標題                 | 台灣版本              | 播出日期(美國) |
| --------- | --------- | ------------------------ | --------------------- | -------------- |
| 1         | 1         | Gem Glow                 | 酷奇貓冰淇淋          | 2013年11月4日  |
| 2         | 2         | Laser Light Canon        | 雷射光能砲            | 2013年11月4日  |
| 3         | 3         | Cheeseburger Backpack    | 起司漢堡包            | 2013年11月11日 |
| 4         | 4         | Together Breakfast       | 驚驚分享餐            | 2013年11月11日 |
| 5         | 5         | Frybo                    | 暴走薯寶寶            | 2013年11月18日 |
| 6         | 6         | Cat Fingers              | 百變貓指頭            | 2013年11月25日 |
| 7         | 7         | Bubble Buddies           | 愛戀大氣泡            | 2013年12月2日  |
| 8         | 8         | Serious Steven           | 超認真小捲毛          | 2014年1月13日  |
| 9         | 9         | Tiger Millionaire        | 虎面大富豪            | 2014年1月20日  |
| 10        | 10        | Steven's Lion            | 神秘的粉紅獅          | 2014年1月27日  |
| 11        | 11        | Arcade Mania             | 瘋電玩                | 2014年2月17日  |
| 12        | 12        | Giant Women              | 合體大隻女            | 2014年2月24日  |
| 13        | 13        | So Many Birthdays        | 一定要Happy Birthdays | 2014年3月3日   |
| 14        | 14        | Lars And The Cool Kids   | 基快愛耍酷            | 2014年3月10日  |
| 15        | 15        | Onion Trade              | 楊聰的秘密            | 2014年3月17日  |
| 16        | 16        | Steven The Sword Fighter | 無情擊劍手            | 2014年4月9日   |
| 17        | 17        | Lion 2 The Movie         | 粉紅獅看電影          | 2014年4月23日  |
| 18        | 18        | Beach Party              | 河豚怪來亂            | 2014年4月30日  |
| 19        | 19        | Rose's Room              | 玫瑰石的秘室          | 2014年5月14日  |
| 20        | 20        | Coach Steven             | 哇賽！金剛鑽          | 2014年8月21日  |
| 21        | 21        | Joking Victim            | 莎拉大反擊            | 2014年8月28日  |
| 22        | 22        | Steven and the Stevens   | 小捲毛樂團            | 2014年9月4日   |
| 23        | 23        | Monster buddies          | 怪獸好朋友            | 2014年9月11日  |
| 24        | 24        | An Indirect Kiss         | 間接之吻              | 2014年9月18日  |
| 25        | 25        | Mirror Gem               | 鏡中世界              | 2014年9月25日  |
| 26        | 26        | Ocean Gem                | 海水消失了            | 2014年9月25日  |

| 系列 集數 | 該季 集數 | 原文標題                  | 台灣版本         | 播出日期(美國) |
| --------- | --------- | ------------------------- | ---------------- | -------------- |
| 27        | 27        | House Guest               | 老爸來作客       | 2014年10月2日  |
| 28        | 28        | Space Race                | 宇宙競賽         | 2014年10月9日  |
| 29        | 29        | Secret Team               | 秘密小隊         | 2014年10月16日 |
| 30        | 30        | Island Adventure          | 難忘的探險       | 2014年10月23日 |
| 31        | 31        | Keep Beach City Weird     | 搞怪沙灘鎮       | 2014年10月30日 |
| 32        | 32        | Fusion Cuisine            | 大合體晚宴       | 2014年11月6日  |
| 33        | 33        | Garnet's Universe         | 大紅寶的世界     | 2014年11月13日 |
| 34        | 34        | Watermelon Steven         | 西瓜人大混戰     | 2014年11月20日 |
| 35        | 35        | Lion 3: Straight to Video | 玫瑰的錄影帶     | 2014年12月4日  |
| 36        | 36        | Warp Tour                 | 太空傳送之旅     | 2015年1月8日   |
| 37        | 37        | Alone Together            | 小捲妮來了       | 2015年1月15日  |
| 38        | 38        | The Test                  | 小捲毛的測試     | 2015年1月22日  |
| 39        | 39        | Future Vision             | 預知未來         | 2015年1月29日  |
| 40        | 40        | On the Run                | 流浪之旅         | 2015年2月5日   |
| 41        | 41        | Horror Club               | 驚驚俱樂部       | 2015年2月12日  |
| 42        | 42        | Winter Forecast           | 大雪危機         | 2015年2月19日  |
| 43        | 43        | Maximum Capacity          | 塵封往事         | 2015年2月26日  |
| 44        | 44        | Marble Madness            | 圓球機器人來襲   | 2015年3月5日   |
| 45        | 45        | Rose's Scabbard           | 玫瑰石的劍鞘     | 2015年3月9日   |
| 46        | 46        | Open Book                 | 無敵想像力       | 2015年3月19日  |
| 47        | 47        | Shirt Club                | 短T俱樂部        | 2015年4月16日  |
| 48        | 48        | Story for Steven          | 阿貴的甜蜜往事   | 2015年4月9日   |
| 49        | 49        | The Message               | 太空神秘訊息     | 2015年3月10日  |
| 50        | 50        | Political Power           | 斷電大恐慌       | 2015年3月11日  |
| 51        | 51        | The Return                | 寶石人大戰（上） | 2015年3月12日  |
| 52        | 52        | Jail Break                | 寶石人大戰（下） | 2015年3月12日  |

| 系列 集數 | 該季 集數 | 原文標題                     | 台灣版本         | 播出日期(美國) |
| --------- | --------- | ---------------------------- | ---------------- | -------------- |
| 53        | 1         | Full Disclosure              | 大戰症候群       | 2015年3月13日  |
| 54        | 2         | Joy Ride                     | 兜風之夜         | 2015年3月26日  |
| 55        | 3         | Say Uncle                    | 天才阿公來了     | 2015年4月2日   |
| 56        | 4         | Love Letters                 | 情書風波         | 2015年4月23日  |
| 57        | 5         | Reformed                     | 超紫晶重生       | 2015年4月30日  |
| 58        | 6         | Sworn to the Sword           | 立誓學劍         | 2015年6月15日  |
| 59        | 7         | Rising Tides, Crashing Skies | 驚爆大內幕       | 2015年6月16日  |
| 60        | 8         | Keeping It Together          | 合而為一         | 2015年6月17日  |
| 61        | 9         | We Need to Talk              | 談心             | 2015年6月18日  |
| 62        | 10        | Chille Tid                   | 夢中感應         | 2015年6月19日  |
| 63        | 11        | Cry for Help                 | 求救             | 2015年7月13日  |
| 64        | 12        | Keystone Motel               | 拱心石汽車旅館   | 2015年7月14日  |
| 65        | 13        | Onion Friend                 | 洋蔥好朋友       | 2015年7月15日  |
| 66        | 14        | Historical Friction          | 歷史真相         | 2015年7月16日  |
| 67        | 15        | Friend Ship                  | 同舟共濟         | 2015年7月17日  |
| 68        | 16        | Nightmare Hospital           | 醫院驚魂         | 2015年9月10日  |
| 69        | 17        | Sadie's Song                 | 莎拉好聲音       | 2015年9月17日  |
| 70        | 18        | Catch and Release            | 捕獲橄欖石       | 2015年9月24日  |
| 71        | 19        | When It Rains                | 雨來的時候       | 2015年10月1日  |
| 72        | 20        | Back to the Barn             | 機器人競賽       | 2015年10月8日  |
| 73        | 21        | Too Far                      | 橄欖石有事嗎     | 2015年10月15日 |
| 74        | 22        | The Answer                   | 故事的答案       | 2016年1月4日   |
| 75        | 23        | Steven's Birthday            | 小捲毛的生日驚嚇 | 2016年1月5日   |
| 76        | 24        | It Could've Been Great       | 登月探索         | 2016年1月6日   |
| 77        | 25        | Message Received             | 黃鑽的企圖       | 2016年1月7日   |
| 78        | 26        | Log Date 7 15 2              | 七一五二日誌     | 2016年1月8日   |
| 迷你 系列 | 迷你 系列 | The Classroom Gems           | 寶衛隊教室       |                |
| 迷你 系列 | 迷你 系列 | What Are Gems?               | 寶石人是什麼？   |                |
| 迷你 系列 | 迷你 系列 | How Are Gems Made?           | 寶石人如何形成？ |                |
| 迷你 系列 | 迷你 系列 | Fusion                       | 融合術           |                |
| 迷你 系列 | 迷你 系列 | Other shorts                 | 沙灘短集篇       |                |
| 迷你 系列 | 迷你 系列 | We Are the Crystal Gems      |                  |                |
| 迷你 系列 | 迷你 系列 | Unboxing                     |                  |                |
| 迷你 系列 | 迷你 系列 | Just Lion Things             | 粉紅獅鑽箱子     |                |

- 備註:已確認6部小短片並非第79集。

| 系列 集數 | 該季 集數 | 原文標題                      | 台灣版本           | 播出日期(美國) | 播出日期(台灣) |
| --------- | --------- | ----------------------------- | ------------------ | -------------- | -------------- |
| 79        | 1         | Super Watermelon Island       | 超級西瓜島         | 2016年5月12日  | 2016年10月     |
| 80        | 2         | Gem Drill                     | 勇敢深入地底       | 2016年5月12日  | 2016年10月     |
| 81        | 3         | Same Old World                | 勇闖新世界         | 2016年5月19日  | 2016年11月2日  |
| 82        | 4         | Barn Mates                    | 不想當室友         | 2016年5月26日  | 2016年10月     |
| 83        | 5         | Hit the Diamond               | 黃鑽快打部隊       | 2016年6月2日   | 2016年11月1日  |
| 84        | 6         | Steven Floats                 | 漂浮小捲毛         | 2016年7月18日  | 2016年11月3日  |
| 85        | 7         | Drop Beat Dad                 | 搖擺老爹           | 2016年7月18日  | 2016年11月7日  |
| 86        | 8         | Mr. Greg                      | 帝國市之旅         | 2016年7月19日  | 2016年11月8日  |
| 87        | 9         | Too Short to Ride             | 獨一無二的自己     | 2016年7月20日  | 2016年11月4日  |
| 88        | 10        | The New Lars                  | 全新的基快         | 2016年7月21日  | 2016年11月9日  |
| 89        | 11        | Beach City Drift              | 疾速飆移           | 2016年7月22日  | 2016年11月10日 |
| 90        | 12        | Restaurant Wars               | 餐飲大戰           | 2016年7月25日  | 2016年11月11日 |
| 91        | 13        | Kiki's Pizza Delivery Service | 琪琪的披薩外送服務 | 2016年7月26日  | 2016年11月14日 |
| 92        | 14        | Monster Reunion               | 怪獸重逢           | 2016年7月27日  | 2016年11月15日 |
| 93        | 15        | Alone at Sea                  | 孤獨深海洋         | 2016年7月28日  | 2016年11月16日 |
| 94        | 16        | Greg the Babysitter           | 尤阿貴保母         | 2016年7月29日  | 2016年11月17日 |
| 95        | 17        | Gem Hunt                      | 北方邊境寶石大獵捕 | 2016年8月1日   | 2016年11月18日 |
| 96        | 18        | Crack the Whip                | 鞭長莫及           | 2016年8月2日   | 2016年11月21日 |
| 97        | 19        | Steven vs. Amethyst           | 小捲毛對超紫晶     | 2016年8月3日   | 2016年11月22日 |
| 98 99     | 20 21     | Bismuth                       | 鉍彩晶             | 2016年8月4日   | 2016年11月23日 |
| 100       | 22        | Beta                          | 次級幼晶園         | 2016年8月8日   | 2016年         |
| 101       | 23        | Earthlings                    | 地球生靈的危機     | 2016年8月8日   | 2016年         |
| 102       | 24        | Back to the Moon              | 重返月球           | 2016年8月9日   | 2016年         |
| 103       | 25        | Bubbled                       | 太空氣泡           | 2016年8月10日  | 2016年         |

| 系列 集數 | 該季 集數 | 原文標題                       | 台灣版本       | 播出日期(美國) | 播出日期(台灣) |
| --------- | --------- | ------------------------------ | -------------- | -------------- | -------------- |
| 104       | 1         | Kindergarten Kid               | 幼晶園新手     | 2016年8月11日  | 2017年2月6日   |
| 105       | 2         | Know Your Fusion               | 了解你的融合體 | 2016年8月12日  | 2017年2月7日   |
| 106       | 3         | Buddy's Book                   | 巴阿弟的書     | 2016年8月18日  | 2017年2月8日   |
| 107       | 4         | Mindful Education              | 心念教育       | 2016年8月25日  | 2017年2月9日   |
| 108       | 5         | Future Boy Zoltron             | 未來小子宙創   | 2016年9月1日   | 2017年2月10日  |
| 109       | 6         | Last One Out of Beach City     | 衝出沙灘鎮     | 2016年9月8日   | 2017年2月13日  |
| 110       | 7         | Onion Gang                     | 楊聰幫         | 2016年9月15日  | 2017年2月15日  |
| 111 112   | 8 9       | Gem Harvest                    | 寶石人大豐收   | 2016年11月17日 | 2017年2月14日  |
| 113       | 10        | Three Gems and a Baby          | 三寶加一寶     | 2016年12月1日  | 2017年8月      |
| 114       | 11        | Steven's Dream                 | 小捲毛的夢     | 2017年1月30日  | 2017年7月31日  |
| 115       | 12        | Adventures in Light Distortion | 光速探險       | 2017年1月30日  | 2017年8月5日   |
| 116       | 13        | Gem Heist                      | 寶石劫         | 2017年1月31日  | 2017年8月6日   |
| 117       | 14        | The Zoo                        | 動物園         | 2017年2月1日   | 2017年8月6日   |
| 118       | 15        | That Will Be All               | 那就這樣吧     | 2017年2月2日   | 2017年8月4日   |
| 119       | 16        | The New Crystal Gems           | 新宇宙保衛隊   | 2017年2月10日  | 2017年8月7日   |
| 120       | 17        | Storm In The Room              | 密室風暴       | 2017年2月17日  | 2017年8月10日  |
| 121       | 18        | Rocknaldo                      | 寶石人羅多多   | 2017年2月24日  | 2017年8月8日   |
| 122       | 19        | Tiger Philanthropist           | 虎面慷慨大善人 | 2017年3月3日   | 2017年8月9日   |
| 123       | 20        | Room for Ruby                  | 紅石報到       | 2017年3月10日  | 2017年8月19日  |
| 124       | 21        | Lion 4: Alternate Ending       | 隱藏版結局     | 2017年5月8日   | 2017年8月14日  |
| 125       | 22        | Doug Out                       | 哈樂園疑案     | 2017年5月9日   | 2017年8月15日  |
| 126       | 23        | The Good Lars                  | 烘焙好手基快   | 2017年5月10日  | 2017年8月16日  |
| 127       | 24        | Are You My Dad?                | 你是我爸嗎？   | 2017年5月11日  | 2017年8月17日  |
| 128       | 25        | I Am My Mom                    | 我是我媽媽     | 2017年5月11日  | 2017年8月18日  |
| 迷你 系列 | 迷你 系列 | Beach Shorts                   |                | 2016年10月3日  | 未知播出日期   |

- 註：Beach Shorts 由5部網路短片組成

| 系列 集數       | 該季 集數   | 原文標題                     | 台灣版本   | 播出日期(美國)                                     | 播出日期(台灣) |
| --------------- | ----------- | ---------------------------- | ---------- | -------------------------------------------------- | -------------- |
| 129             | 1           | Stuck Together               | 落難同伴   | 2017年5月29日                                      | 2017年8月23日  |
| 130             | 2           | The Trial                    | 審判       | 2017年5月29日                                      | 2017年8月24日  |
| 131             | 3           | Off Colors                   | 劣色品     | 2017年5月29日                                      | 2017年8月21日  |
| 132             | 4           | Lar's Head                   | 基快的腦袋 | 2017年5月29日                                      | 2017年8月22日  |
| 133             | 5           | Dewey Wins                   | 杜鎮長危機 | 2017年11月10日                                     | 2018年4月4日   |
| 134             | 6           | Gemcation                    | 寶石度假   | 2017年11月10日                                     | 2018年4月4日   |
| 135             | 7           | Raising The Barn             | 倉促起飛   | 2017年11月10日                                     | 2018年4月5日   |
| 136             | 8           | Back to the Kindergarten     | 重返幼晶園 | 2017年11月10日                                     | 2018年4月5日   |
| 137             | 9           | Sadie Killer                 | 殺手莎拉   | 2017年11月10日                                     | 2018年4月6日   |
| 138             | 10          | Kevin Party                  | 凱文的派對 | 2017年11月10日                                     | 2018年4月6日   |
| 139             | 11          | Lars of the Stars            | 明星基快   | 2018年1月5日                                       | 2018年4月7日   |
| 140             | 12          | Jungle Moon                  | 叢林月球   | 2018年1月5日                                       | 2018年4月7日   |
| 141             | 13          | Your Mother and Mine         | 媽媽的故事 | 2018年3月26日                                      | 2018年5月27日  |
| 142             | 14          | The Big Show                 | 大型演出   | 2018年3月26日                                      | 2018年5月27日  |
| 143             | 15          | Pool Hopping                 | 探索未知   | 2018年3月26日                                      | 2018年5月27日  |
| 144             | 16          | Letter to Lars               | 給基快的信 | 2018年3月26日                                      | 2018年6月3日   |
| 145             | 17          | Can't Go Back                | 回不去     | 2018年5月7日                                       | 2018年6月3日   |
| 146             | 18          | A Single Pale Rose           | 失色的玫瑰 | 2018年5月7日                                       | 2018年6月3日   |
| 147             | 19          | Now We're Only Falling Apart | 只有分離   | 2018年7月2日                                       | 2018年9月24日  |
| 148             | 20          | What's Your Problem          | 你是怎麼了 | 2018年7月3日                                       | 2018年9月24日  |
| 149             | 21          | The Question                 | 提問       | 2018年7月4日                                       | 2018年9月24日  |
| 150             | 22          | Made of Honor                | 榮譽嘉賓   | 2018年7月5日                                       | 2018年9月24日  |
| 151 152         | 23 24       | Reunited                     | 重聚       | 2018年7月6日                                       | 2018年9月24日  |
| 153             | 25          | Legs From Here to Homeworld  | 跳往家園星 | 2018年7月22日(SDCC展播出) 2018年12月17日(電視播出) | 2019年8月18日  |
| 154             | 26          | Familiar                     | 熟悉       | 2018年12月24日                                     | 2019年8月18日  |
| 155             | 27          | Together Alone               | 孤單也一起 | 2018年12月31日                                     | 2019年8月18日  |
| 156             | 28          | Escapism                     | 現實逃離   | 2019年1月7日                                       | 2019年8月18日  |
| 157 158 159 160 | 29 30 31 32 | Change Your Mind             | 改變心意   | 2019年1月21日                                      | 2019年8月25日  |

| 原文標題                   | 台灣版本               | 播出日期(美國) | 播出日期(台灣) |
| -------------------------- | ---------------------- | -------------- | -------------- |
| Steven Universe: The Movie | 神臍小捲毛：電影大劇場 | 2019年9月2日   | 2019年12月22日 |

| 系列 集數 | 該季 集數 | 原文標題               | 台灣版本     | 播出日期(美國) | 播出日期(台灣) |
| --------- | --------- | ---------------------- | ------------ | -------------- | -------------- |
| 161       | 1         | Little Homeschool      | 小小家園學校 | 2019年12月7日  | 2020年6月27日  |
| 162       | 2         | Guidance               | 職業輔導     | 2019年12月7日  | 2020年6月27日  |
| 163       | 3         | Rose Buds              | 玫瑰姐妹石   | 2019年12月7日  | 2020年6月28日  |
| 164       | 4         | Volleyball             | 排球         | 2019年12月7日  | 2020年6月28日  |
| 165       | 5         | Bluebird               | 藍銅孔雀石   | 2019年12月14日 | 2020年7月4日   |
| 166       | 6         | A Very Special Episode | 特別的一集   | 2019年12月14日 | 2020年7月4日   |
| 167       | 7         | Snow Day               | 下雪天       | 2019年12月21日 | 2020年7月5日   |
| 168       | 8         | Why So Blue?           | 天青石的開導 | 2019年12月21日 | 2020年7月5日   |
| 169       | 9         | Little Graduation      | 小小畢業典禮 | 2019年12月28日 | 2020年7月11日  |
| 170       | 10        | Prickly Pair           | 尖銳的難題   | 2019年12月28日 | 2020年7月11日  |
| 171       | 11        | In Dreams              | 在夢裡       | 2020年3月6日   | 2020年7月12日  |
| 172       | 12        | Bismuth Casual         | 一鉍之力     | 2020年3月6日   | 2020年7月12日  |
| 173       | 13        | Together Forever       | 永遠在一起   | 2020年3月13日  | 2020年7月18日  |
| 174       | 14        | Growing Pains          | 生長疼痛     | 2020年3月13日  | 2020年7月18日  |
| 175       | 15        | Mr. Universe           | 宇宙尤先生   | 2020年3月20日  | 2020年7月19日  |
| 176       | 16        | Fragments              | 破碎         | 2020年3月20日  | 2020年7月19日  |
| 177       | 17        | Homeworld Bound        | 家園星之行   | 2020年3月27日  | 2020年7月25日  |
| 178       | 18        | Everything's Fine      | 一切都很好   | 2020年3月27日  | 2020年7月25日  |
| 179       | 19        | I Am My Monster        | 自我的怪物面 | 2020年3月27日  | 2020年7月26日  |
| 180       | 20        | The Future             | 未來         | 2020年3月27日  | 2020年7月26日  |

## 交叉
在第二季裡的 《天才阿公来了》一集，是《史蒂芬宇宙》以及另一個卡通頻道原創卡通《天才阿公》的交叉片。雖然這集播出時間比「寶石人大戰-下」第一季結局還要晚，但在設定上此集內容的發生時間比「寶石人大戰-下」還要早，因此在這集裡可以看到石榴還沒換過衣服，頭髮更厚。臺灣播出時間則比「寶石人大戰-下」還要早，因此沒有這個問題。除此之外，交叉的內容已被官方表示為『不妨礙節目進展 not canon』，此集為愚人節特別篇。

## 評價

### 評論家意見
《史蒂芬宇宙》因其艺术、音乐、配音表演、讲故事和角色塑造而受到广泛赞誉。io9的詹姆斯·惠特布鲁克认为，它对成年人和儿童来说是“同样有价值的观看”，《连线》的埃里克·瑟姆称它是 "空中最隐蔽、最聪明、最美丽的东西之一”。在其运行过程中，《史蒂芬宇宙》吸引了一个迅速增长的粉丝群。2019年，《电视指南》在其评选的当代100部电视剧中，将《史蒂芬宇宙》排在第61位，将该系列描述为“开创性的”，具有“振奋人心的、自我肯定的信息”。
评论家们赞扬了《史蒂芬宇宙》的艺术“令人惊叹的美”、“耐人寻味的、身临其境的环境”和“可爱的呆萌美学”，对其独特的、柔和的粉彩背景和“华丽的、富有表现力的、干净的动画”给予高度评价。评论家们也很喜欢这个多样化的组合配音，特别是湯姆·沙普林的格雷格，扎克·卡利森“旺盛和富有表现力”的史蒂芬和格蕾絲·羅萊克“唱出她的心声”的康妮。
所有五季的《史蒂芬宇宙》在烂番茄网站上都拥有100%的完美评分。该网站对第五季的评论共识是：“已经绽放出一个有深刻感人的潜台词且复杂的神话，《史蒂芬宇宙》仍然是一个闪光的娱乐和对儿童的LGBTQ代表的完美介绍”。

### 風格和主題
薛格希望《史蒂芬宇宙》在主题上与她和她兄弟的共同兴趣相一致。作为一个成长系列，家庭的主题是很重要的，因为薛格將她兄弟建立在角色身上。此外，爱的主题是受到她与瓊斯-誇蒂的关系的启发。该系列还表达了接受的重要性，并探讨了人际关系、LGBT身份、身体形状和“肤色展現了丰富多彩的科幻魔法”。据凱特·莫里斯说，该系列的中心概念是随着时间的推移有机地发展起来的，而不是一开始就“过度计算”。前作家馬特·伯內特说，该系列的简单生活主题阻止了“愤世嫉俗”或“惡作劇”的加入。据伯内特说，作家们对超级英雄主题没有兴趣。
在一个关于男孩的系列中，女性的存在感异常强烈——除了史蒂芬和格雷格，所有的主要角色都是女性——据薛格说，她打算 “拆解和玩弄儿童动画片中的性别符号学”，认为男孩的节目应该与女孩的节目有本质的不同，这是“荒谬的”。她把这个系列的情节向一个遥远的目标发展，中间的一切都保持灵活，部分原因是她的意图“从我开始就改变了，因为我在制作这个节目时成长了很多”。薛格把这个系列描述为“反向逃避主义”：幻想中的人物会对现实生活产生兴趣，并想参与其中。史蒂芬是“幻想和现实之间的恋情”的化身。薛格说《史蒂芬宇宙》受到动漫系列《高立的未來世界》、《少女革命》和《辛普森一家》的影响。埃里克·瑟姆认为，《史蒂芬宇宙》是对童年的低调、生活片段的描写，是对非常规家庭动态的考察，是对动漫、电子游戏和其他流行文化主流的致敬，是“关于超级英雄直接的儿童节目”。動畫新聞網的雅各布·霍普·查普曼说，动漫系列剧《少女革命》和《美少女战士》在视觉和结构上对《史蒂芬宇宙》的影响最大，体现在其“主要是嬉戏的基调，在关键时刻被粉碎性的戏剧打断”，以及其“颂扬女性的力量，淡化性别障碍，强调女性之间广泛的关系，面向家庭观众”。《史蒂芬宇宙》还提到了日本的文化符号，包括《新世纪福音战士》、《阿基拉》、《星際牛仔》、《七龍珠Z》、吉卜力工作室的电影和伊藤润二的恐怖漫画《阿彌殼斷層之怪》。
根据惠特布鲁克的说法，该系列的“巧妙的节奏感”使其能够将伏筆和世界創建融入场景中，这使得一个总体的、戏剧性的叙事从可能是“每周反派”的剧集中出现。《史蒂芬宇宙》以儿童的视角叙述一个复杂的故事，这意味着它的敘述性說明仍然是“艺术性的克制，随着剧集的发展，野心也在增长”，史蒂芬的性格也是如此。《史蒂芬宇宙》有节制的节奏使其人物变得“比大多数著名剧集的人物更复杂和有趣”，发展为“真正的人，而不是为叙述功能服务的实体”。该系列探索了关系中越来越具有挑战性的方面，例如珍珠可能部分地怨恨史蒂芬，因为他是他母亲玫瑰不再存在的原因，以及珍珠对玫瑰“全部热情”的日益自我毁灭。其动作场面——例如艾絲黛兒的歌曲将《寶石人大戰（下）》中的高潮战斗呈现为石榴爱的关系和碧玉的孤独狼态度之间的較量——偶爾被視為哲學論點。

#### 人物
亚当斯强调了在这个核心是关于兄弟姐妹关系的系列中，对史蒂芬和水晶宝石之间复杂的“导师/照顾者/兄妹关系”、“突破性和创造性”描写。瑟姆写道，《史蒂芬宇宙》与《探險活寶》和《天兵公園》之间一个明显的情感差异，后两个系列处理他们主角向成年期的过渡，而在其第一季，《史蒂芬宇宙》满足于“对童年单纯性的迷恋”。史蒂芬慢慢地从一个令人讨厌的跟屁虫，到第一季结束时，他自己成为水晶宝石中一个被接受的成员，这种变化是由增加的洞察力和经验而不是年龄带来的。喬·凱恩在《瑪麗蘇》中指出，与古代的英雄赫丘利和现代小说的英雄路克·天行者不同，史蒂芬的定義是他母親的遺產，而不是他父親的遺產；该系列中母亲形象的优势强调了她们在其他小说中的稀有性。根据《PopMatters》的凱特·斯莫利的说法，宝石的外星性质使他们无法完全理解他们所保护的世界，这一点得到了“非凡的深度和智力上的严谨”的处理，甚至在他们处理人类的问题时，如“抑郁症、创伤后压力和自我厌恶”，这些都是过去长期的地球战争遗留下来的问题。
斯莫利将《史蒂芬宇宙》定性为吸引成人和兒童的卡通片增長趨勢的一部分，其中包括《降世神通：最後的氣宗》、其续集《降世神通：柯拉傳奇》、《探險活寶》和《天兵公園》。这反映在该系列对很少出现在其他动画片中少数民族的宣传和更广泛的主题上：《史蒂芬宇宙》没有典型的、留着胡子的恶棍，而是“处理非同寻常的暴力和恐怖问题，以灰色的色调描绘其角色，巧妙地玩弄哲学、道德和人际冲突等问题，同时拒绝将任何发展重置为现状”。

#### 性別和性行為
“影音俱樂部的埃里克·亞當斯说：“性别是围绕《史蒂芬宇宙》的对话的最前線，他指出“该剧的超级英雄都是女性”。作为对魔法少女动漫的自我意识模仿，该系列颠覆了该类型的前提，让史蒂芬体现了典型魔法少女主角的爱的女性气质，没有嘲笑或失去其男性化的一面。惠特布鲁克将该系列描述为“关于爱—各种爱”，包括非传统的形式，如史蒂芬和宝石之间的母愛和友好关系，以及石榴是“女同性恋关系的实际体现”。
當將該系列列入2015年蒂普利奖的榮譽名單時，該獎項旨在表彰探索和擴展性別角色的科幻或幻想作品，評審團寫道：“在兒童電視的背景下，該節目以比該類型典型的更開放和成熟的方式處理性別問題，並且具有一些任何漫畫中最好的寫作......除了展示不一定符合標準美國性別理想的男女外，這部劇還給了我們一個無性別/非二元的角色和對成長深思熟慮的探索。
2015年，Autostraddle的梅·魯德写道，《史蒂芬宇宙》是最新面向年轻观众的动画系列，有重要的酷兒主题，比如雙性性格的融合体史蒂芬妮和红宝石和蓝宝石之间的浪漫关系，其融合体就是主角石榴。鲁德认为，这反映了这些主题在儿童动画片中越来越突出；以前的描述都是潜台词或极少的，如2011年《探險活寶》剧集〈少了什麼〉、2014年《我愛阿噗》系列或2014年尼克國際兒童頻道《降世神通：柯拉傳奇》的结尾。在《史蒂芬宇宙》中，LGBT主题早在第一季的后半部分就很突出。据报道，第五季中红宝石和蓝宝石的订婚和婚礼是儿童动画系列中第一个同性婚姻。GLAAD在其2015年的报告中指出，该剧反映了“现实世界的多样性”，指出该剧的主角之一，石榴，是“两个相爱的女性代表的宝石物理形态”，在《故事的答案》等剧集中显示，重点是红宝石和蓝宝石之间的浪漫关系如何。这导致一些人说该剧有“严重的同性恋色彩”。《故事的答案》后来为该剧赢得了第二次艾美奖提名，是该剧六次提名中的一次。
史蒂芬妮是史蒂芬和康妮的融合体，在1月15日的《小捲妮來了》一集中首次亮相，使用的是they/them代词。该剧创作者薛格说，史蒂芬妮挑战性别规范，是“对第一次恋爱中所有可怕的第一次的隐喻。”后来，该剧以史蒂芬妮这个非二元角色为中心的《叢林月球》一集获得了2018年艾美奖提名。
根据薛格的说法，她的系列作品中的LGBT代表并不是为了说明问题，而是为了帮助儿童了解自己，发展自己的身份。在她看来，同性恋青年应该像其他孩子一样在故事中看到自己—鉴于普遍存在的異性戀本位，不允许他们这样做可能是有害的。她说：“我想了很多关于童话和迪士尼电影的故事，以及爱是总是与孩子们讨论的东西。你被告知，你应该梦想爱情，梦想你将拥有的充实的爱情。......为什么每个人都不应该这样呢？”在2016年的一次小组讨论中，薛格说《史蒂芬宇宙》中的LGBT主题也主要是基于她自己作为一个双性恋女性的经历。一年后，她说萤石—第五季剧集《劣色品》中介绍的六个宝石融合体—代表了一种多邊戀关系。2018年7月，她告诉一位采访者，她将该系列的宝石创作为“非二元性別”，以便通过它们表达自己作为一个非二元女性。
该系列被誉为“电视上最不加掩饰的同性恋节目之一”在2016年引起了争议，当时英国卡通頻道公司删除了玫瑰和珍珠之间的拥抱，但没有删除玫瑰和格雷格之间的吻，在英国播出。该頻道表示这一决定是为了让这一集“让当地的孩子和他们的父母更舒服”，但被粉丝和媒体批评为恐同。2017年，肯尼亚电影分级委员会以“美化同性恋行为”为由禁止《史蒂芬宇宙》和其他卡通系列的播出。
薛格在2021年3月告诉《浮華世界》，她一直决心以“無法審查”的方式使“同性恋情侶和叙事”成为故事的组成部分，并不得不为这种表现形式进行内部斗争。来自卡通頻道高管的障碍包括要求让红宝石成为一个男孩，人物永远不要亲嘴，红宝石和蓝宝石之间不要有恋爱关系，并警告说，如果剧组的任何人，包括薛格本人，公开“确认角色是LGBTQIA+，可能会导致该剧被取消”。薛格说，她开始公开谈论她为何“如此强烈地认为孩子们应该得到这些故事”，并在“《史蒂芬宇宙》的年轻粉丝的支持和GLAAD的力量支持下赢得了胜利”。
2021年6月，《史蒂芬宇宙：未來》的性别流动作家塔內卡·斯托茨告诉Insider，薛格“不遗余力地确保他们的节目人员尽可能具有包容性”，雇用了在Tumblr和Twitter上注意到有才华的人，而不是行业的正规人员。薛格说，作为LGBTQ代表的最前線，意味着除了他们创作的内容之外，“很少有同性恋内容”。她还说，除了来自同性戀恐懼症观众的威胁和反击，她担心如果她公开谈论自己的身份和节目内容，可能会导致节目被取消，并指出对该节目的支持“往往是非常有条件和有伤害的”。她还指出，像她这样的非二元创作者有额外的挑战，要经历一个非二元人被非人性化的世界，并希望“可见的同性恋内容和多个同性恋创作者意味着没有人必须像她那样感到孤立”。同月，薛格告诉全國公共廣播電台，她希望“小男孩能体验女孩表演的东西”，反之亦然，并希望“非二元、性别开放的孩子能有一个表演”。
2021年9月，Insider和好萊塢報導的非二元记者艾比·懷特告诉好萊塢報導者的“好萊塢混音”播客，该节目背后的整个想法是“对性别期望的颠覆”，史蒂芬是一个“性别不适应的男孩”，有一个“女性化的非二元、非性别的外星人”家庭，她说这是“以非常有意识、有目的的方式贯穿整个系列。”此前，Mashable曾表示，一些粉丝在某些方面将拉爾斯·巴里加与变性人的经历联系起来，比如社会压力和顺从的感觉，尽管他不是一个被证实的变性人角色。该系列还出现了萤石，代表了一种多邊戀关系，一个次要的节目角色琪琪·披萨，她在漫画中向史蒂芬妮提出了约会，是该节目的二级佳能。此外，一位《史蒂芬宇宙》的故事板人员在2017年表示，哈羅德·斯邁利和昆汀·弗羅尼是一对同性恋，同年发布的官方艺术手册也证实了这一点，题为《史蒂文宇宙：藝術與起源》显示，《未來小子宙創》的剧集概念图表明，斯迈利先生和弗罗尼先生是一对恋人。

### 音樂
艾維·特蘭和史蒂文·“蘇拉舒”·維萊瑪以晶片音樂為靈感的音樂在評論中也受到稱讚：影音俱樂部的奧利弗·薩瓦提到了它的範圍從“活潑的複古”到吉卜力式的“流暢的爵士鋼琴”，埃里克·瑟姆寫道音樂數字的特點是“令人振奮的決心”，詹姆斯·惠特布魯克寫道，它們已經從“小......愚蠢的小調”演變為節目講故事的一個組成部分。瑟姆為Pitchfork寫道，“音樂在芮貝卡·薛格的作品中很重要”，比在大多數音樂劇中更重要的是，通過構建角色的生活而不是僅僅講述一個故事。
該系列的音樂也廣受好評。《比你強大》被稱為“酷兒戰歌”，片尾曲《愛像你》也被稱為不愧為“美國大歌集的最新成員”。

### 粉絲

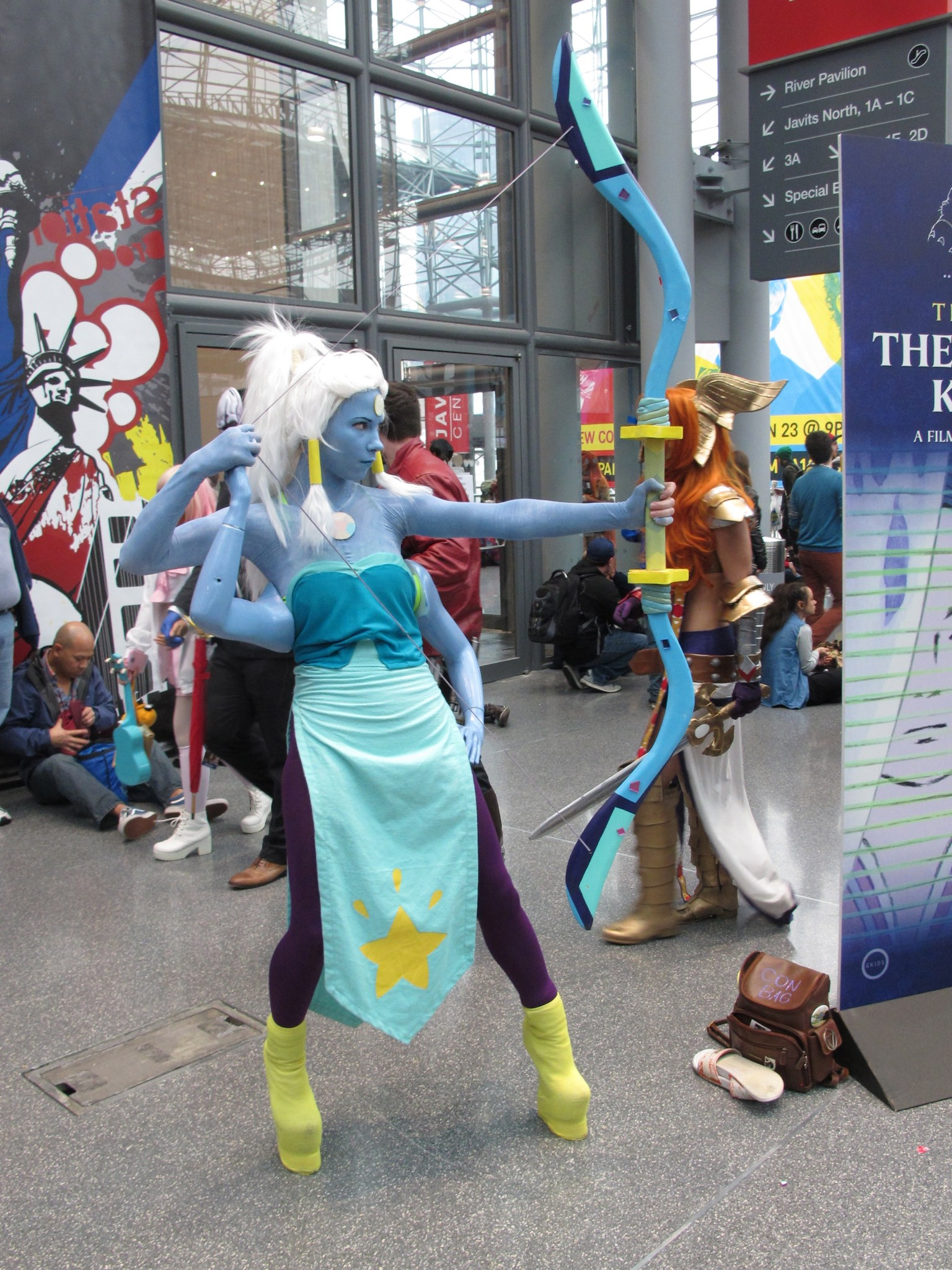
2014年角色歐珀的Cosplay

2016年4月，Google搜尋趨勢衡量的該系列的公眾興趣大大超過了卡通網絡的其他系列，其中影音俱樂部稱“《史蒂芬宇宙》現在是卡通頻道旗艦系列的明確證明”。
粉絲們反對在美國以外地區對該系列代表LGBT關係的審查制度。一場粉絲運動說服卡通頻道的法國子公司重新錄製歌曲《比你強大》，並通過翻譯使歌手的愛與原作一樣明確，另一個是在2016年發起的，以抗議卡通頻道的英國子公司的做法從英國廣播中刪除寶石之間的感情場景。在瑞典語版本的《黃鑽快打部隊》中，寶石之間的調情被改為無關的對話後，瑞典粉絲發起了抗議請願。
根據io9的說法，“雖然大多數《史蒂芬宇宙》的粉絲都支持和歡迎，但有一小部分以在包容性的幌子下極端和敵對而聞名”。一位愛好者藝術家在2015年因藝術中的身體比例而在社交媒體上被欺負後企圖自殺，2016年，故事板藝術家和作家傑西·祖克在被粉絲騷擾後退出Twitter支持特定角色之間的配對。
一個名為《窒息》的愛好者電影，設置在故事連續性的另類宇宙中，在2017年被io9稱為“《史蒂芬宇宙》粉絲中最令人印象深刻的作品之一”。《史蒂芬宇宙》粉絲大會Beach City Con於2017年 10月13日至15日在維珍尼亞海灘舉行。

### 影響力和遺產
2019年，2015年離開該節目以開發自己的節目《OK K.O.!》的伊恩·瓊斯-誇蒂指出《史蒂芬宇宙》對身份的關注如何引起觀眾的共鳴，而她的節目主持人ND·史蒂文森-《神娃之伊莎莉亞戰記》描述了該節目對西方動畫中LGBTQ+表現的影響，認為它改變了“動畫節目首次播出時的格局”。在後來的一次採訪中，史蒂文森說，他們在自己的節目中關於酷兒關係和角色的早期對話只有在《史蒂芬宇宙》的幫助下才有可能。此外，在接受GLAAD的雷娜·迪爾沃特採訪時，史蒂文森談到了動畫中的酷兒表現，並引用了《史蒂芬宇宙》和《降世神通：柯拉傳奇》作為一個鼓舞人心的例子，該節目教導年輕粉絲期待“不亞於各種堅實的酷兒表現和中心奇怪的角色。” 《洛杉磯時報》的評論員特雷西·布朗認為，該節目在播出期間成為卡通頻道本身的“黃金標準”。
2021年1月10日，推特用戶@camrynieroway在推特上發文稱，“絕對沒有什麼比生活在性別二元之外更好的了”，表示他們是非二元的，並添加了史蒂芬妮的GIF，稱“你是男孩還是女孩？我是一個經驗。”同一天，歌手兼詞曲作者贾奈尔·梦内引用了這條推文，她添加了標籤#IAmNonbinary。在推文發布一個月後接受The Cut採訪時，她告訴採訪者，她轉發了GIF，因為它“引起了我的共鳴，特別是作為一個從我職業生涯開始就推動性別界限的人”。
2021年6月，前卡通頻道執行官凱蒂·克倫茨表示，動畫中更多內容的轉變部分可能是由於大會上的活動，舉個例子，動漫展的房間裡擠滿了《史蒂芬宇宙》的粉絲在他們20多歲、30多歲和40多歲的時候。克倫茨進一步爭辯說，粉絲的這種參與向高管和創作者提供了關於誰正在觀看節目並將購買商品的反饋，以及相關說明，什麼才是“好的”代表。Insider的記者還認為，該節目是“以LGBTQ為代表的動畫節目浪潮的開始”。
2021年7月，TheGamer的杰德·金報導稱，《神娃之伊莎莉亞戰記》“沒有《史蒂芬宇宙》就不會存在”，並提到莫莉·奧斯特塔格講述的一個故事，她說她的搭檔ND·史蒂文森使用《史蒂芬宇宙》來證明Netflix以酷兒形象為代表的節目“具有價值、觀眾和存在的權利，可以向年輕人展示與眾不同並不可恥。” 
2021年10月，《蛙！小安的奇幻之旅》的創作者馬特·布拉利說他是該節目的忠實粉絲，是芮貝卡·薛格的朋友，並表示薛格表明原創卡通音樂可以是美麗和深情的。他還爭辯說，《史蒂芬宇宙》和《蛙！小安的奇幻之旅》之間有很多交叉主題，並指出一些工作人員曾參與過該節目，並補充說“我們有一些史蒂芬DNA”。
2021年11月，《GQ》的一位採訪者問說唱歌手兼歌手利尔·纳斯·X是否看過該系列，稱他的一套服裝看起來像系列中的黃鑽。利尔·纳斯·X回應說，他將委託某人拿走鑽石的服裝，並“將它們定位為鑽石”。當採訪者說“操，紅粉鑽”時，他反駁說“我們愛紅粉鑽。她做了她必須做的事。” 他還認為《星際大戰》是“體面的”，但相比之下，《史蒂芬宇宙》是“下一個層次”。

### 獎項和提名
| 年度 | 獎項                         | 類別                                                           | 提名人                                                                                        | 結果 |
| ---- | ---------------------------- | -------------------------------------------------------------- | --------------------------------------------------------------------------------------------- | ---- |
| 2013 | 背後聲優獎                   | 兒童最佳男聲表演                                               | 扎克·卡利森（飾演史蒂芬）                                                                     | 獲獎 |
| 2014 | 第41屆安妮獎                 | 動畫電視/廣播製作中角色設計的傑出成就                          | 丹尼·海因斯和科林·霍華德                                                                      | 提名 |
| 2014 | 第41屆安妮獎                 | 動畫電視/廣播製作中的製作設計傑出成就                          | 史蒂芬·薛格, 艾米莉·瓦魯斯, 山姆·博斯馬, 艾麗·米查爾卡, 和阿曼達·溫特斯坦（《酷奇貓冰淇淋》） | 提名 |
| 2014 | 第35屆青年藝術家獎           | 最佳配音角色 - 青年演員                                        | 扎克·卡利森（飾演史蒂芬）                                                                     | 提名 |
| 2014 | 背後聲優獎                   | 電視連續劇中的最佳女主角——喜劇/音樂劇                          | 迪迪·馬格諾·海爾（飾演珍珠）                                                                  | 獲獎 |
| 2014 | 背後聲優獎                   | 電視連續劇中的最佳女主角——喜劇/音樂劇                          | 麥克拉·迪茨（飾演紫水晶）                                                                     | 提名 |
| 2014 | 背後聲優獎                   | 電視連續劇中最佳女配角——喜劇/音樂劇                            | 凱特·米庫奇（飾演珊蒂）                                                                       | 提名 |
| 2014 | 背後聲優獎                   | 喜劇/音樂劇——電視連續劇中的最佳女聲表演客串角色                | 詹妮弗·帕茲（飾演青金石）                                                                     | 獲獎 |
| 2014 | 背後聲優獎                   | 喜劇/音樂劇——電視連續劇中的最佳女聲表演客串角色                | 蘇珊·伊根（飾演玫瑰水晶）                                                                     | 提名 |
| 2014 | 背後聲優獎                   | 喜劇/音樂劇——電視連續劇最佳聲樂合奏                            | 《史蒂芬宇宙》所有演員                                                                        | 獲獎 |
| 2014 | 遊戲廳獎                     | 最有價值的卡通                                                 | 《史蒂芬宇宙》                                                                                | 提名 |
| 2015 | 第67屆黃金時段創意藝術艾美獎 | 短片動畫節目                                                   | 《玫瑰的錄影帶》                                                                              | 提名 |
| 2015 | 否則獎                       | 榮譽榜                                                         | 芮貝卡·薛格,《史蒂芬宇宙》                                                                    | 獲獎 |
| 2016 | 第43屆安妮獎                 | 最佳兒童觀眾動畫電視/廣播製作                                  | 《寶石人大戰（下）》                                                                          | 提名 |
| 2016 | 第43屆安妮獎                 | 傑出成就，動畫電視/廣播製作導演                                | 伊恩·瓊斯-誇蒂 (《小捲毛的測試》)                                                             | 提名 |
| 2016 | 第43屆安妮獎                 | 故事板，動畫電視/廣播製作中的傑出成就                          | 喬·約翰斯頓, 傑夫·劉, 和芮貝卡·薛格 (《寶石人大戰（下）》)                                    | 提名 |
| 2016 | 2016年儿童选择奖             | 最喜歡的卡通                                                   | 《史蒂芬宇宙》                                                                                | 提名 |
| 2016 | 2016年青少年票選獎           | 選擇動畫系列                                                   | 《史蒂芬宇宙》                                                                                | 提名 |
| 2016 | 第68屆黃金時段創意藝術艾美獎 | 短片動畫節目                                                   | 《故事的答案》                                                                                | 提名 |
| 2016 | 背後聲優獎                   | 電視連續劇中的最佳女聲客串表演                                 | AJ·米哈爾卡（飾演史蒂芬妮）                                                                   | 提名 |
| 2016 | 背後聲優獎                   | 電視連續劇中的最佳女聲配角                                     | 詹妮弗·帕茲（飾演青金石）                                                                     | 提名 |
| 2016 | 背後聲優獎                   | 電視連續劇中的最佳女主角聲樂表演                               | 麥克拉·迪茨（飾演紫水晶）                                                                     | 提名 |
| 2016 | 背後聲優獎                   | 電視連續劇中的最佳聲樂合奏                                     | 《史蒂芬宇宙》                                                                                | 提名 |
| 2017 | GLAAD媒體獎s                 | 傑出喜劇系列                                                   | 《史蒂芬宇宙》                                                                                | 提名 |
| 2017 | 2017年青少年票選獎           | 選擇動畫系列                                                   | 《史蒂芬宇宙》                                                                                | 提名 |
| 2017 | 第69屆黃金時段創意藝術艾美獎 | 短片動畫節目                                                   | 《帝國市之旅》                                                                                | 提名 |
| 2017 | 背後聲優獎                   | 最佳女配角表演                                                 | 埃努卡·奧庫瑪（飾演薔薇輝石）                                                                 | 提名 |
| 2017 | 背後聲優獎                   | 最佳客串女聲表演                                               | 凱特·弗蘭納里 （飾演芭芭拉·米勒）                                                             | 提名 |
| 2018 | GLAAD媒體獎                  | 傑出兒童和家庭節目媒體獎                                       | 《史蒂芬宇宙》                                                                                | 提名 |
| 2018 | 2018年青少年票選獎           | 選擇動畫系列                                                   | 《史蒂芬宇宙》                                                                                | 提名 |
| 2018 | 第70屆黃金時段創意藝術艾美獎 | 短片動畫節目                                                   | 《叢林月球》                                                                                  | 提名 |
| 2018 | 第70屆黃金時段創意藝術艾美獎 | 傑出個人成就獎                                                 | 帕特里克·布賴森                                                                               | 獲獎 |
| 2019 | GLAAD媒體獎                  | 傑出兒童和家庭節目媒體獎                                       | 《史蒂芬宇宙》                                                                                | 獲獎 |
| 2019 | 金捲軸獎                     | 短片動畫的音效、擬音、音樂、對話和 ADR——音效編輯方面的傑出成就 | 托尼·奧羅斯科, 蒂莫西·J·博爾克斯和黛安·格列柯 (《重聚》)                                      | 提名 |
| 2019 | 皮博迪獎                     | 兒童和青少年節目                                               | 卡通頻道工作室                                                                                | 獲獎 |
| 2019 | 第71屆黃金時段創意藝術艾美獎 | 短片動畫節目                                                   | 《重聚》                                                                                      | 提名 |
| 2020 | 第47屆安妮獎                 | 最佳商業廣告                                                   | 鴿子自尊項目x史蒂芬宇宙：“社交媒體”                                                           | 提名 |
| 2021 | 第32屆GLAAD媒體獎            | 傑出的兒童和家庭節目                                           | 《史蒂芬宇宙》                                                                                | 提名 |

## 註腳
1. ↑  原文：the viewpoint of her brother growing up "where you're so comfortable in your life because you get all the attention, but you also want to rise up and not be the little brother."
2. ↑  對於在資格年度播出的史蒂芬宇宙未來劇集

## 外部連結
- 史帝芬宇宙的Facebook專頁
- 互联网电影数据库（IMDb）上《史帝芬宇宙》的资料（英文）
- 大卡通上《史帝芬宇宙》的資料

| ViuTV 星期一至三 17:00－17:30 節目 | ViuTV 星期一至三 17:00－17:30 節目                 | ViuTV 星期一至三 17:00－17:30 節目 |
| ---------------------------------- | -------------------------------------------------- | ---------------------------------- |
|                                    | 寶石戰士Steven 第1季 （2018年6月12日－8月8日）     |                                    |
| 潘及的秘密日記                     | 激戰奧雷卡 （17:00－17:15）龍收藏 （17:15－17:30） |                                    |